# シルヴァプラーナ
シルヴァプラーナ（ドイツ語: Silvaplana、ロマンシュ語：Silvaplauna）は、スイスグラウビュンデン州マローヤ郡にある基礎自治体（ポリティッシェ・ゲマインデ）。シルヴァプラーナ湖がある。

## 歴史

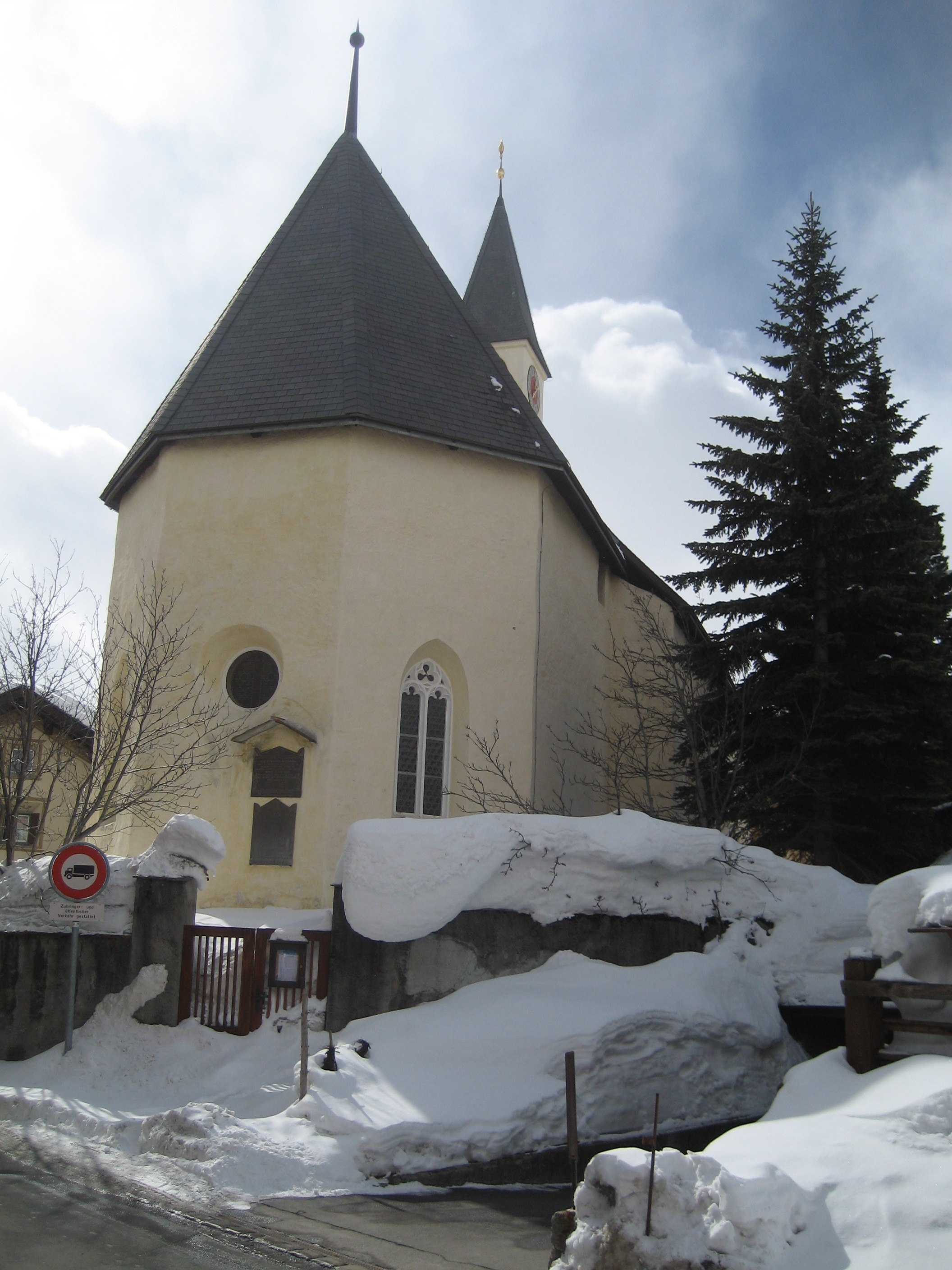
シルヴァプラーナの教会

初めて自治体の境界を示す看板が設置されたのは、ローマ帝国時代でユリア街道（Julier Pass）に壊れた看板の支柱が見つかった。
村の教会は1356年の記録に初めて登場する。1491年に新しく、後期ゴシック様式の教会が建てられた。1556年に村は宗教改革の影響を受けた。

## 地理
シルヴァプラーナは2006年現在、総面積44.7km2（17.3平方マイル）である。土地利用別では19.6%が農地、14.1%が森林で、2.2%が建物や道路など、残る64.1%は河川・氷河・山といった人間の生産活動の行われない場所となっている。

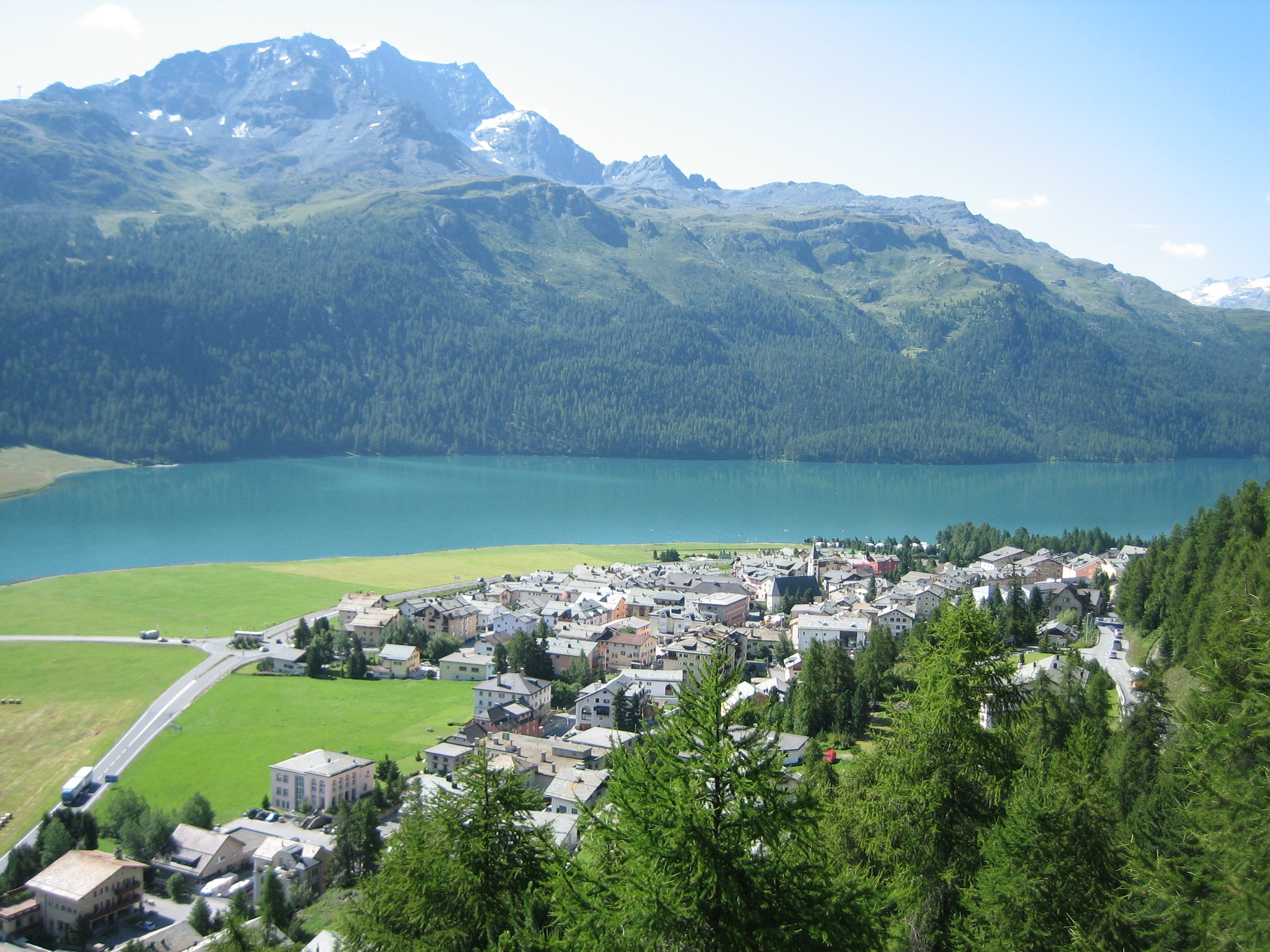
シルヴァプラーナ湖

村はエンガディンの谷にあるシルヴァプラーナ湖に面する。行政的にはマローヤ郡オーバーエンガディン地方に属する。エンガディン地方とグラウビュンデン州のライン川流域各地とを結ぶユリア街道は、標高2,284m（7,493ft）のところを通る。  シルヴァプラーナ湖とチャンプフェルー湖（Lake Champfèr）を結ぶオヴァ・ダル・ファルーン川（Ova dal Vallun）が村を流れる。自治体としてのシルヴァプラーナは、シルヴァプラーナ中心街と2つの村落、スールレイ（Surlej）とアルバナ（Albana）からなる。行政上はサンモリッツに属するチャンプフェールは、シルヴァプラーナとの結び付きが強い。
シルヴァプラーナ湖を挟んで対岸にあるスールレイには、コルヴァッチ展望台に上がるロープウェイの乗場がある。

## 人口
シルヴァプラーナの人口は2009年12月31日現在、1,002人である。2008年の調査では、27.9%が外国籍を持つ住民である。過去10年で人口は11.1%増加している。
2000年現在の男女比は男性49.7%、女性50.3%である。人口構成は2000年現在以下の通り。
| 年齢（歳） | 人数（人） | 人口比（％） |
| 0 - 9      | 79         | 8.7          |
| 10 - 14    | 35         | 3.8          |
| 15 - 19    | 38         | 4.2          |
| 20 - 29    | 127        | 13.9         |
| 30 - 39    | 188        | 20.6         |
| 40 - 49    | 140        | 15.3         |
| 50 - 59    | 149        | 16.3         |
| 60 - 69    | 88         | 9.6          |
| 70 - 79    | 49         | 5.4          |
| 80 - 89    | 18         | 2.0          |
| 90 - 99    | 2          | 0.2          |

スイス国民は全体的に高学歴である。シルヴァプラーナでは25歳から64歳の人口の約75.2%が義務教育でない後期中等教育（すなわち、高等学校）または高度な教育（大学）を修了している。
人口変動については以下の通り。
| 年次（年） | 人口（人） |
| ---------- | ---------- |
| 1804       | 348        |
| 1850       | 205        |
| 1900       | 319        |
| 1950       | 333        |
| 1970       | 714        |
| 2000       | 913        |

## 政治・経済
2007年のスイス連邦選挙（Swiss federal election, 2007）では、最も支持を集めたのはスイス国民党で36%の得票を得た。次点以降は、スイス自由民主党（35.1%）、スイス社会民主党（17.6%）、スイスキリスト教民主党（7.7%）と続く。
シルヴァプラーナの失業率は1.74%である。2005年現在、約5経営体21人が第一次産業、11事業所95人が第二次産業、72事業所492人が第三次産業に従事する。

## 言語

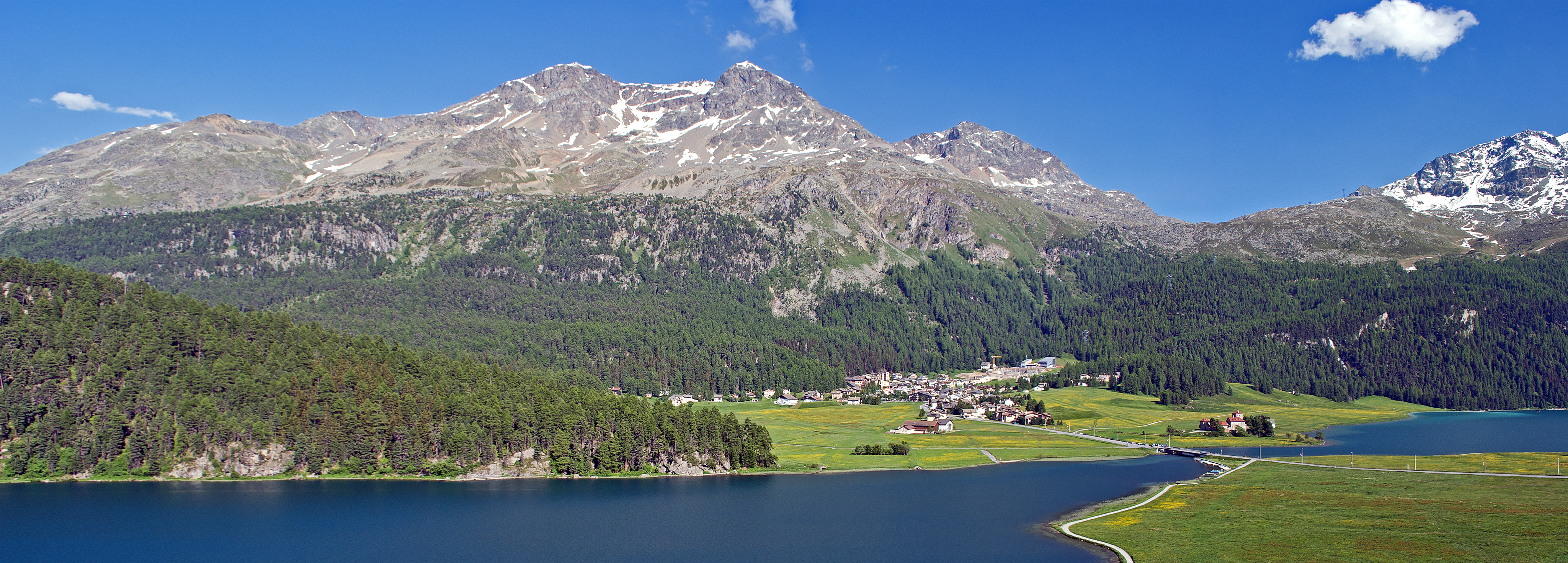
スールレイ集落

2000年現在、シルヴァプラーナで最も話者の多い言語はドイツ語で65.9%の住民が使用する。次いでイタリア語の15.9%、ロマンシュ語の10.6%となっている。
19世紀中頃まで、オーバーエンガディン地方では全域でロマンシュ語のプーター方言（Puter）を使っていた。他地方との交易が増えるにしたがって、ロマンシュ語の使用は次第に減っていった。1880年にはおよそ73.3%がロマンシュ語を第一言語としていたが、1910年には48.61%になった。ロマンシュ語が多数派だった最後の調査年は1941年で、54.9%が使っていた。1970年までに、ロマンシュ語は少数言語となり、714人中わずか200人、すなわち28.01%しか話せないようになった。その後、村の学校でのロマンシュ語教育の効果もあり、2000年にはロマンシュ語を理解することができる人の割合は34.1%まで上昇した。
| シルヴァプラーナの言語 |                |                |                |                |                |                |
| 言語                   | 1980年国勢調査 | 1980年国勢調査 | 1990年国勢調査 | 1990年国勢調査 | 2000年国勢調査 | 2000年国勢調査 |
| 言語                   | 実数           | パーセント     | 実数           | パーセント     | 実数           | パーセント     |
| ドイツ語               | 346            | 43.80 %        | 434            | 60.28 %        | 602            | 65.94 %        |
| ロマンシュ語           | 207            | 26.20 %        | 141            | 19.58 %        | 97             | 10.62 %        |
| イタリア語             | 138            | 17.47 %        | 127            | 17.64 %        | 145            | 15.88 %        |
| 総人口                 | 790            | 100 %          | 720            | 100 %          | 913            | 100 %          |

## スポーツ

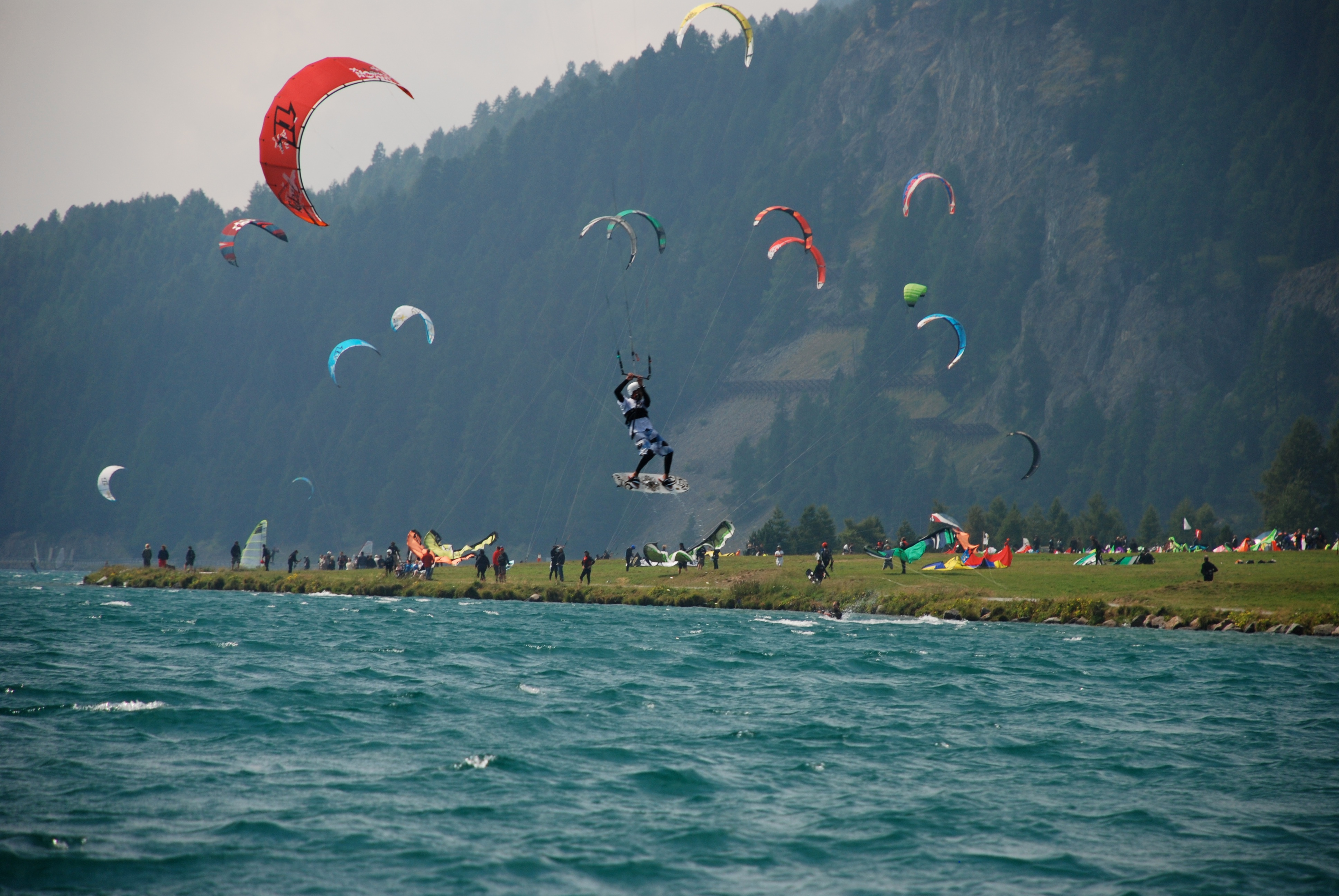
シルヴァプラーナ湖畔のカイトサーフィン

シルヴァプラーナ湖は予想しやすい風が吹くことでよく知られ、ウィンドサーフィンやカイトサーフィン、ディンギーセーリングなどの帆を使ったウォータースポーツの拠点となっている。
南西岸には主要なウォータースポーツセンターがある。同センターには、観客が湖岸から見るよりも水上競技を間近で見ることができるという利点がある。
2007年8月、国際ファイアボールディンギーセーリングクラスがシルヴァプラーナで世界選手権を開催した。95隻のボートが6レースを争った。地域のマスメディアは2006年にカナダ・バンクーバーで開催された世界選手権で優勝したスイスのペアに注目していたが、2007年のシルヴァプラーナ大会の勝者はイギリス出身のリチャード・エスタフ（Richard Estaugh）とロブ・ガードナー（Rob Gardner）であった。2006年の覇者であるスイスのペアは、この大会では11位に入った。